# Gare de Combs-la-Ville – Quincy
Gare de Combs-la-Ville - Quincy – stacja kolejowa w Combs-la-Ville, w departamencie Sekwana i Marna, w regionie Île-de-France, we Francji.
Jest stacją Société nationale des chemins de fer français (SNCF), obsługiwaną przez pociągi RER linii D.